# Lancelot du Lac
« Lancelot » redirige ici.  Pour les homonymes, voir Lancelot (homonymie).
Cet article possède un paronyme, voir Angelot du Lac.
 (octobre 2019).

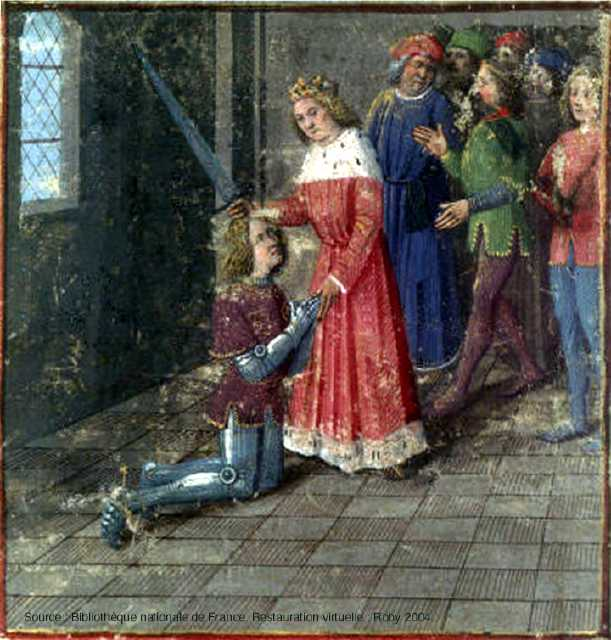
Adoubement de Lancelot du Lac. Miniature d'Évrard d'Espinques tirée du Lancelot en prose, BNF, Fr.116, 1475

Lancelot du Lac est un personnage du cycle des romans de la Table ronde et une figure emblématique de l'amour courtois. Apparu à la fin du XIIe siècle dans les œuvres de Chrétien de Troyes et d'Ulrich von Zatzikhoven, il devient rapidement l'un des personnages centraux de la légende arthurienne, notamment dans le roman de chevalerie dit Lancelot en prose ou Lancelot-Graal, écrit au XIIIe siècle.
Lancelot illustre parfaitement les règles de l'amour courtois en vigueur à la cour de Champagne pour laquelle écrit Chrétien de Troyes, et telles qu'elles sont évoquées par André Le Chapelain dans le Traité de l'amour (De arte honeste amandi 1185 environ).
Fils du roi Ban de Bénoïc, il se prénomme d'abord Galaad. Il est enlevé encore enfant par la fée Viviane, la « Dame du Lac », qui le rebaptise Lancelot. Parvenu à l'âge adulte, il devient l'un des meilleurs chevaliers de la Table Ronde. Son amour pour la reine Guenièvre le rend impur, lui interdisant ainsi d'accomplir la quête du Graal.
Lancelot du Lac demeure l'un des personnages les plus importants du cycle arthurien et ses aventures sont adaptées dans la littérature, le cinéma, la peinture, la musique, la bande-dessinée et les jeux.

## Anthroponymie
Le personnage de Lancelot du Lac n'apparaît pas dans les textes arthuriens les plus anciens comme l' Historia regum Britanniae de Geoffroy de Monmouth ou l' Historia Brittonum. Il pourrait être une invention du poète français Chrétien de Troyes.
Lanceloz del lac est mentionné pour la première fois dans Erec et Enide où il est qualifié de « troisième meilleur chevalier du monde ». C'est dans Lancelot ou le Chevalier de la charrette qu'il prend toute son importance[réf. nécessaire].

### Attestations
- 1169-1170 : (forme écrite) (Chrétien de Troyes, Erec et Enide).
- 1176-1177 : (forme écrite) (Chrétien de Troyes, Cligès ou la Fausse Morte).
- 1177-1181) : (forme écrite) (Chrétien de Troyes, Lancelot ou le Chevalier de la charrette).
- (non daté) : Lanselos del lac (Godefroi de Leigni, continuation du Chevalier de la charrette).
- Fin XIIe siècle : Lanzelet (Ulrich von Zatzikhoven / prétendument la transcription en allemand d'un « livre français » provençal d'un présumé Daniel Arnaud, probablement antérieur au Chevalier de la Charrette.
- 1215-1225 : (forme écrite) (un ou plusieurs auteurs anonymes, Lancelot en prose (langue romane)).
- De nos jours (français) : Lancelot du Lac.

### Étymologie
L'origine du nom Lancelot du Lac demeure obscure. Elle fait l'objet de nombreuses interprétations :

#### Origine celtique
Les explications étymologiques par le celtique sont toutes spéculatives puisqu'elles ne reposent pas sur des formes anciennes.
Ferdinand Lot propose, avec la plus grande prudence, un rapprochement avec le personnage de Llenlleawc qui apparaît dans le conte Culhwch ac Olwen, plus tard T. Gwynn Jones prétend qu'il vient du gallois Eliwlad. Plus récemment, Roger Sherman Loomis évoque le dieu Lugh Lamhfhada, « Lug à la longue main », par l'intermédiaire d'un personnage nommé Llwch Lleminawc. Certains ont rapproché le nom Lancelot du nom Anguselaus, personnage de l'Historia regum Britanniae de Geoffroy de Monmouth[réf. nécessaire].

#### Origine romane
Lancelot / Lanceloz est la seule forme initiale que l'on possède.
Théodore Hersart de La Villemarqué affirme que ce nom est issu de l'ancien français l'ancel (par agglutination de l'article défini cf. lierre), terminé par le suffixe diminutif -ot, c'est-à-dire ancien français le petit ancel « le petit serviteur ». Cette hypothèse est reprise par Jean-Pierre Foucher. Pour Gaston Paris, il est composé sur le modèle d'un nom d'homme courant tel que Lancelin, hypothèse également soutenue par Rachel Bromwich. Les noms de familles français Lancel et son diminutif Lancelin sont également vus par Albert Dauzat comme représentant l'ancel « le serviteur » et l'ancelin « le petit serviteur ». L'ancien français lancelin signifie par ailleurs « dard, javelot », mot formé à partir du diminutif *lancel de lance. C'est pourquoi, pour René Bansard et à sa suite Georges Bertin, ainsi que pour une équipe du CENA de l'Université de Caen, le personnage de Lancelot se confondrait avec saint Fraimbault de Lassay, à partir de l'étymologie de Fraimbault (Frambald) dont l'élément Fram- est identique à celui que l'on rencontre dans l'arme des Francs, la framée « lance des guerriers germaniques ». Son personnage et sa vita auraient servi de modèle aux XIIe et XIIIe siècles à la création du personnage littéraire de Lancelot.
L'épithète du Lac fait probablement référence au lac où il fut élevé par la fée Viviane, aussi appelée la « Dame du Lac ».

## Légende
Bien que la première œuvre connue racontant l'histoire de Lancelot du lac soit celle de Chrétien de Troyes, ce personnage était vraisemblablement déjà connu auparavant.
- D'une part, Chrétien parle déjà du héros dans Erec et Enide comme l'un des meilleurs chevaliers de la Table Ronde.
- D'autre part, le Lanzelet de Ulrich von Zatzikhoven est prétendument la transcription en allemand d'un « livre français » provençal (d'un certain Daniel Arnaud) qui était probablement antérieur au Chevalier de la Charrette[réf. nécessaire].

Chrétien de Troyes écrit à la demande de la comtesse Marie de Champagne, fille d'Aliénor d'Aquitaine. Il ne s'intéresse qu'à la relation amoureuse entre Lancelot et la reine. En revanche, le Lancelot en prose, rédigé au XIIIe siècle en langue romane par un (ou plusieurs) auteur(s) anonyme(s), étoffe considérablement le récit : on lui attribue une famille, un royaume, une descendance et de nombreuses aventures[réf. nécessaire].
Pour Chrétien de Troyes, Lancelot est essentiellement une figure romanesque. Chrétien le met en scène, auprès de la reine Guenièvre, parmi les Chevaliers de la Table Ronde. Par la suite, d'autres auteurs vont faire de Lancelot une des figures clés de la « Quête du Graal ». Cette double appropriation du personnage de Lancelot est à l'origine de la complexité du héros[réf. nécessaire].

### De la naissance à l'adolescence
Malgré la diversité des récits, Lancelot est généralement considéré comme le fils du roi Ban de Bénoïc et de la reine Hélène (on trouve la graphie Helainne en ancien français, parfois traduite par Elainne ou Elaine. La version moderne Hélène semble plus fidèle et évite les confusions possibles avec la mère de Galaad). Il est né peu après la Pentecôte à Trèbe sur la Loire. Il y fut enlevé à ses parents par la fée Viviane, dite la « Dame du Lac ». Celle-ci va l'élever jusqu'à ses dix-huit ans à l'abri du Lac[réf. nécessaire].
Fils du roi Ban, il est donc l'héritier du royaume d'Armorique et d'une lignée prestigieuse que certains font remonter à Joseph d'Arimathie, le personnage biblique ayant recueilli le sang du Christ dans le vase que l'on appellera le « Saint Graal » et l'ayant apporté en terre bretonne[réf. nécessaire].
Le nom de baptême de Lancelot est Galaad, Lancelot n'étant que son nom d'usage. Il découvre ce dernier après son triomphe à la « douloureuse garde »[réf. nécessaire]. Lancelot donnera le nom de Galaad à son fils Galaad.
Selon une version tardive de la légende, le château de son père, réputé imprenable, était situé non loin de la forêt de Brocéliande. Dans les textes médiévaux, il se trouve à l'est de la terre gast (« terre déserte »). Afin de protéger son épouse et son fils, le roi Ban de Bénoïc décide de quitter son château avec sa famille et quelques sujets, laissant la forteresse au soin d'un proche. Le roi, s'éloignant du château, se retourne une dernière fois et constate qu'il a été trahi : le château a été incendié par Claudas de la Terre Déserte. Il ne peut alors supporter cette vision et en meurt, laissant seule son épouse et son nourrisson. Pendant que sa femme pleure sur son corps, le jeune Lancelot est enlevé, sans que sa mère ne puisse l'en empêcher, par la fée Viviane, une créature résidant dans les profondeurs de son lac. La reine Hélène, croyant que son fils est mort, se fera religieuse[réf. nécessaire].

### La fée Viviane

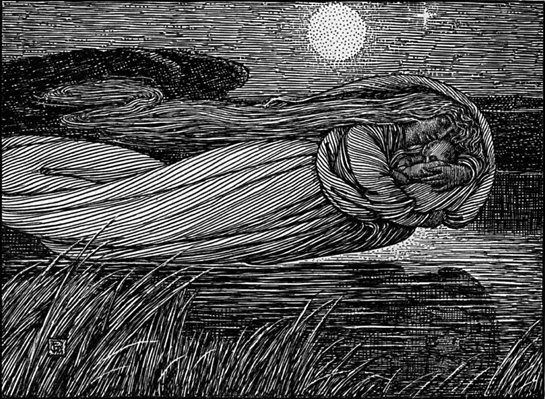
La Dame du Lac enlevant Lancelot.

Le lac de Viviane a été associé à une « passerelle » vers l'autre Monde des Celtes et, par assimilation, à l'île enchantée d'Avalon[réf. nécessaire].
La fée Viviane emmena Lancelot dans son palais aquatique et l'éduqua comme un fils. Elle lui donna son surnom de Lancelot du Lac. Appelé « Fils de Roi », « Le Beau Trouvé » ou  « Riche orphelin » par la fée, il ignora tout de ses origines. Durant toute sa jeunesse, elle l'éduqua afin d'en faire le chevalier parfait, lui enseignant le combat et la chasse, mais aussi la musique, la courtoisie et la noblesse d'esprit.
Vers 1230, les auteurs du Lancelot en prose identifiaient ce célèbre Lac au lieu encore appelé de nos jours Saint-Pierre-du-Lac, en Anjou, sur la commune de Beaufort-en-Vallée. Il s'agit de la plus ancienne localisation du lieu.

### Le chevalier

Blason de Lancelot (« d'argent à trois bandes de gueules »).

Chrétien de Troyes le décrit en premier dans son livre Lancelot ou le Chevalier de la charrette (qui a été continué par Godefroi de Leigni).
Lancelot est tout d'abord un modèle de chevalier. Ses prouesses guerrières font de lui l'un des trois meilleurs chevaliers que le monde arthurien ait connus avec Perceval et Galaad. C'est en même temps un héros courtois qui se dévouera entièrement au service de sa dame, allant jusqu'à accepter la défaite (lors du tournoi de Pomelegloi et de Noauz) et la honte (sa montée dans la charrette infamante) par soumission à Guenièvre. Ces deux aspects de Lancelot en font déjà un personnage tiraillé entre deux univers, celui de la chevalerie et celui du monde courtois[réf. nécessaire].
Par la suite, lorsqu'apparaît, dans la geste arthurienne, la quête du Saint Graal, le personnage de Lancelot est confronté à une troisième réalité, celle du péché. En effet, il est tombé amoureux d'une femme mariée, la propre épouse du suzerain à qui il a juré allégeance. La version de Chrétien de Troyes ayant déjà été écrite, et relatant la relation adultérine des deux amants, cet amour éloignera définitivement Lancelot du Saint Graal et sera sa malédiction. Pourtant prévenu qu'il ne pourrait pas poursuivre la quête dans cet état de péché (la quête du saint Graal est avant tout une quête spirituelle), il s'obstine par orgueil, ne voulant pas reconnaître que, par sa faute, il ne deviendra pas ce que le monde attendait de lui : le chevalier triomphant et apportant au royaume d'Arthur paix et prospérité avec le Saint Graal.
Lancelot sera autorisé à contempler le Graal dans un de ses rêves, mais seul son fils, Galaad, le bon chevalier, aura le privilège de mener à bien la quête du Graal entouré de ses deux compagnons, Perceval et Bohort.[réf. nécessaire].
Au Moyen Âge, des armoiries imaginaires attribuées aux chevaliers de la Table ronde lui donnent comme blason « d'argent à trois bandes de gueules ».

## Développements ultérieurs
Lancelot apparaît en tant que chevalier héroïque dans de nombreuses œuvres.

### Littérature
- 1942 : Louis Aragon, le poème Lancelot (dans Les Yeux d'Elsa).
- 1958 : Terence Hanbury White, Le Chevalier mal adoubé (La Quête du Roi Arthur, vol. 3).
- 1982 : Marion Zimmer Bradley, dans le cycle Les Dames du lac, 1982 (édition française : Pygmalion, 1986).
- 1992-1996 : Jean Markale, Le Cycle du Graal (La Naissance du Roi Arthur, Les Chevaliers de la Table Ronde, Lancelot du Lac, La Fée Morgane, Gauvain et les chemins d'Avalon, Perceval le Gallois, Galaad et le Roi Pêcheur, La Mort du Roi Arthur), Pygmalion, 1992-1996, huit volumes.

Non datés :
- Karen Wallace, Sir Lancelot and the Ice Castle.
- Christian de Montella, Le chevalier sans nom et La revanche des Ombres.
- Mireille Saver, Lancelot et le château maudit (à partir de 9-10 ans).

### Théâtre
- 2015 (comédie musicale) : Charlie Boisseau, La Légende du roi Arthur : Lancelot est représenté aux côtés de Florent Mothe, Fabien Incardona, Zaho et Camille Lou.

### Bande dessinée
- 2009-2014 : Jean-Luc Istin et Olivier Peru, dessin Alexe, Lancelot (4 tomes), Soleil Éditions, 2009-2014.
- 2020 : Seven Deadly Sins : fils de la fée Elaine et du bandit Ban.

### Cinéma et télévision
Voir aussi la Catégorie:Acteur ayant incarné Lancelot du Lac pour la liste des acteurs ayant interprété Lancelot au cinéma ou à la télévision.
- 1953 : Robert Taylor, Les chevaliers de la table ronde.
- 1970 (téléfilm) : Claude Santelli, Lancelot du Lac.
- 1974 (film) : Robert Bresson, Lancelot du Lac.
- 1975 (film) : les Monty Python, Sacré Graal ! (titre original : Monty Python and the Holy Grail) avec Graham Chapman (Arthur) et John Cleese (Lancelot).
- 1977 (film) : Lancelot inspirerait le personnage de Han Solo qui joue le rôle du chevalier confirmé dans la saga Star Wars[16].
- 1981 (film) : John Boorman, Excalibur.
- 1994 (film) : Jerry Zucker, Lancelot, le premier chevalier (titre original : First Knight) avec Sean Connery (Arthur) et Richard Gere (Lancelot).
- 1998 (mini-série) : Steve Barron, Merlin avec Sam Neill (Merlin), Paul Curran  (Arthur) et Jeremy Sheffield (Lancelot).
- 2004 (film) : Antoine Fuqua, Le Roi Arthur (titre original : King Arthur) avec Clive Owen (Arthur) et Ioan Gruffudd (Lancelot).
- 2005 (série télévisée) : Alexandre Astier, Kaamelott où Lancelot est joué par Thomas Cousseau.
- 2008 (série télévisée) : Julian Jones, Jake Michie, Johnny Capps et Julian Murphy, Merlin, où Lancelot est interprété par Santiago Cabrera.
- 2014 (film) : Shawn Levy, La Nuit au musée : Le Secret des Pharaons, où Lancelot est interprété par Dan Stevens et est une figure de cire du British Museum ressuscitée grâce à la tablette magique du pharaon Ahkmenrah.
- 2020 (série télévisée) : Frank Miller, Tom Wheeler, Cursed où Lancelot est un antagoniste connu sous le surnom de "Moine Larmoyant" interprété par Daniel Sharman.
- 2021 (film) : Alexandre Astier, Kaamelott : Premier Volet où Lancelot, devenu le tyrannique roi de Logres, est à nouveau interprété par Thomas Cousseau.

Animations
- La série animée Fate/zero, où Lancelot est réincarné en tant que héros de la guerre du Graal sous le nom de Berserker.
- La série animée Code Geass : le Lancelot est le knightmare piloté par le chevalier Suzaku Kururugi.
- Dessin animé Inazuma Eleven go : l'esprit guerrier de Victor s'appelle Lancelot le spadassin héroïque (ou Kensei Lancelot).
- La série animée et le manga Seven Deadly Sins : Lancelot est le fils de Ban et Elaine.

### Musique
- 1986 : Lancelot, tube d'Italo disco, interprété par Monica Stucchi alias Valerie Dore, exaltant l'histoire du célèbre chevalier ainsi que l'amour courtois.
- 1900 : Lancelot du Lac, opéra en quatre actes de Victorin de Joncières, sur un livret de Louis Gallet et Édouard Blau

### Jeux

Valet de trèfle.

- Jeux de cartes français : Lancelot est le Valet de trèfle, symbole alchimique des ondins[Quoi ?].
- Le livre-jeu Les 100 combats de Lancelot.

Jeux vidéo
- Sonic et le Chevalier noir : Shadow incarne Lancelot.
- Rise of Kingdoms : Lancelot du Lac est l'un des commandants.

### Tourisme
Une autre localisation du lac de Viviane serait proposée dans le Maine, près de Banvou, la paroisse la plus au nord de l'ancien diocèse du Mans. Banvou se trouve dans la région de Barenton, appelée Brocéliande, où se situe la célèbre fontaine à l'origine de l'aventure d'Yvain. C'est une zone qui appartient à la Petite Bretagne. C'est là que le roi Ban de Benoic engendre Lancelot et, de là aussi, qu'il s'enfuit pour gagner la région proche des lacs (de nos jours La Ferrière aux Étangs) lorsque Claudas de la Déserte vient dévaster son royaume (à la suite d'une traîtrise de l'intendant de Ban). Ban meurt en Andaines, près du lac de la fée Viviane. Tandis que la fée emporte Lancelot au royaume des ondes, la reine Hélène gagne alors l'abbaye de nonains de Mortain[réf. nécessaire].

## Hommage
L'astéroïde (2041) Lancelot, découvert en 1960, est nommé en son honneur.

### Iconographie
- Bnf Livre Numérique : Le Roman de Lancelot
- Lancelot du lac fait porter un échiquier magique à la Reine Guenièvre, enluminure de manuscrit fin XIIIe siècle : Lancelot du lac fait porter un échiquier magique à la reine Guenièvre.
- bnf Légende du Roi Arthur : Enluminures
- Mandragore-Enluminures : la base Mandragore contient un grand nombre d'enluminures sur le thème Lancelot du Lac.
- Cycle du Lancelot-Graal : page de frontispice
- Cologny, Fondation Martin Bodmer, Cod. Bodmer 96-2 : Codices Electronici Sangallenses